# Matteo III da Correggio

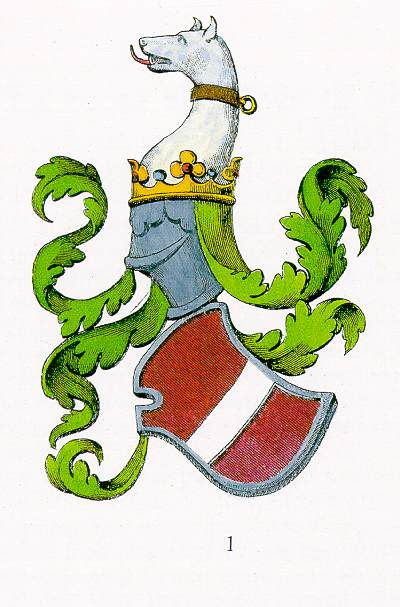
Antico stemma Da Correggio

Matteo III da Correggio (Parma, 1230 circa – 1290 circa) è stato un politico italiano e signore di Correggio dal 1257 al 1290 circa.

## Biografia
Era figlio di Gherardo V de Dentibus, signore di Correggio, e di Adelasia Rossi.
Seguì nell'attività politica le orme del padre e fu podestà di diverse città italiane, iniziando nel 1250 da Piacenza, quindi Gubbio (1252), Jesi (1255), Firenze (1257), Padova (1258-1259). Nel 1261 fu podestà di Bologna e nel 1269 di Mantova, chiamato per interessamento di Obizzo II d'Este. Fino al 1272 alternò la carica col fratello Guido, cacciato dalla città anzitempo da Pinamonte dei Bonacolsi che, in quell'anno e con l'aiuto degli imperiali di Verona, divenne signore di Mantova. Fu podestà di Modena nel 1274 e nel 1278 di Perugia. Nel 1279 i padovani lo elessero capitano del popolo e podestà nel 1280. Seguirono le cariche podestarili di Bologna (1282) e di Pistoia (1286). L'ultima sua carica come podestà venne ricoperta a Reggio (1288), quando il comune di Parma si impossessò della città. Da allora di Matteo non si ebbero più notizie.

## Discendenza
Matteo da Correggio ebbe un figlio naturale, Jacopino Giberto, padre del poeta Matteo.